# Andrea Santangelo
Andrea Santangelo (Torino, 19 novembre 1970) è uno storico e scrittore italiano.

## Biografia
Laureato in storia antica, ha collaborato a vari cantieri di scavo archeologico tra Romagna e Marche.
Ha diretto alcune collane editoriali e ha curato le schede tecniche dei 30 volumi della collana Grandangolo Le Guerre nella Storia edita dal Corriere della Sera. Nell'ambito della storia militare ha collaborato con riviste di settore ed è stato relatore di convegni e conferenze in diversi contesti di divulgazione storica, tra cui il Festival del Medioevo di Gubbio e il Festival del Mondo Antico di Rimini. 
Le sue opere trattano principalmente di storia militare e delle vite di personaggi storici. Argomenti ricorrenti sono la seconda guerra mondiale in Africa e sulla Linea Gotica, la prima guerra mondiale e la storia militare del Rinascimento che nel 2018 lo ha visto anche esporre il campo di battaglia di Fornovo su Rai Storia in una delle Puntate di Passato e presente, quella dedicata alla discesa di Carlo VIII di Francia in Italia..
Nel 2018 con il suo libro L'Italia va alla guerra (Longanesi) ha vinto il Premio Cerruglio, premio letterario nazionale di saggistica d'attualità, per la sezione 'Storia'. 
Con la scrittrice e giornalista Lia Celi ha scritto le biografie di alcuni personaggi celebri, approfondendone aspetti meno noti e sfatando luoghi comuni che hanno nel tempo alterato la loro immagine, figure come Lucrezia Borgia, Giacomo Casanova e Caterina de Medici. 
Per il Resto del Carlino scrive articoli di storia e attualità legati alla città di Rimini dove vive. 
Nell'estate 2019 è andato in onda sull'emittente locale Icaro TV con le puntate della rubrica Curiosando tra la Storia. 
Nel giugno 2020 una sua intervista di approfondimento è inserita nel volume La guerra di Mussolini di Antonio Carioti e Paolo Rastelli, nella collana Storia del Ventennio fascista  pubblicata in allegato dal Corriere della Sera.
Nel 2020 ha esordito nella narrativa con il romanzo Ninnananna per aguzzini (Solferino) scritto con Lia Celi e finalista all'undicesima edizione del Premio Nebbia Gialla per la letteratura noir e poliziesca. 

## Opere
- Saggistica storica
  - Guastalla 1734, una battaglia per il trono di Polonia, Verba Martis, Fabrico, 2003
  - El Alamein 1942, la terza inutile battaglia, Verba Martis, Fabrico, 2004
  - Quelli della Gotica, gli eserciti che combatterono per Rimini nel 1944, ARRSA, Rimini, 2005
  - Mareth 1943, scontro decisivo in Tunisia, T&T, Argenta 2006
  - Tre anni di guerra in Africa Settentrionale , Angelini Editore, Imola, 2008
  -  Operazione Compass . La Caporetto del deserto, Salerno Editrice, Roma, 2012
  - Facciamo l’Italia. Dieci storie straordinarie del Risorgimento , con Carmen Torelli e Francesca Demuru, Palabanda Edizioni, Cagliari, 2013
  -  Enver Pascià , collana "I protagonisti della Grande Guerra", Il Sole 24 Ore, Milano, 2014 (riedito Corriere della Sera, 2018)
  -  Erich von Falkenhayn , collana "I protagonisti della Grande Guerra", Il Sole 24 Ore, Milano, 2014 (riedito Corriere della Sera, 2018)
  - Mai stati meglio: guarire ogni malanno con la storia, con Lia Celi, UTET DeAgostini libri, Novara, 2014. ISBN 8851120943
  - Caterina La Magnifica: vita straordinaria di una geniale innovatrice, con Lia Celi, UTET DeAgostini libri, Novara, 2015. ISBN 978-8851132361
  - Le armi del diavolo. Anatomia di una battaglia. Pavia, 24 febbraio 1525, con Marco Scardigli, UTET DeAgostini libri, Novara, 2015
  -  Casanova per giovani italiani con Lia Celi, UTET DeAgostini libri, Novara, 2016.
  - Eccentrici in guerra. Storie e personaggi stravaganti della seconda guerra mondiale , UTET DeAgostini libri, Novara, 2017
  -  Cesare Borgia . Le campagne militari del cardinale che divenne principe  , Salerno Editrice, Roma, 2017
  - L'Italia va alla guerra. Il falso mito di un popolo pacifico , Longanesi, Milano, 2017, vincitore Premio Cerruglio 2018
  - Le due vite di Lucrezia Borgia. La cattiva ragazza che andò in Paradiso , con Lia Celi, UTET DeAgostini libri, Novara, 2019
  - Generali e battaglie della Linea Gotica , Bookstones, Rimini, 2019
  - La battaglia di El Alamein, Il Mulino, Bologna, 2020. ISBN 978-8815287373
  - La caduta dell'impero fascista. La guerra in Africa Orientale Italiana 1940-1941, 21 Editore, Palermo, 2020. ISBN 978-88-99470-50-0
- Narrativa
  - Ninnananna per gli aguzzini, con Lia Celi, Solferino, Milano, 2020. ISBN 978-8828202769
- Varia
  - Tiralo fuori se hai coraggio! Manuale per pubblicare e autopubblicare il tuo manoscritto, con Lia Celi, Sonia Mariotti, Paolo Pagnini, Bookstones, Rimini, 2012. ISBN 978-88-904644-7-8.